# Église Saint-Gervais-Saint-Protais de Bry-sur-Marne
Pour les articles homonymes, voir Église Notre-Dame.
L'église Saint-Gervais-Saint-Protais de Bry est une église paroissiale située à l’angle de la Grande rue Charles de Gaulle et de la rue du Four dans la commune de Bry-sur-Marne. Elle est dédiée à Gervais et Protais, martyrisés sous Néron.

## Historique

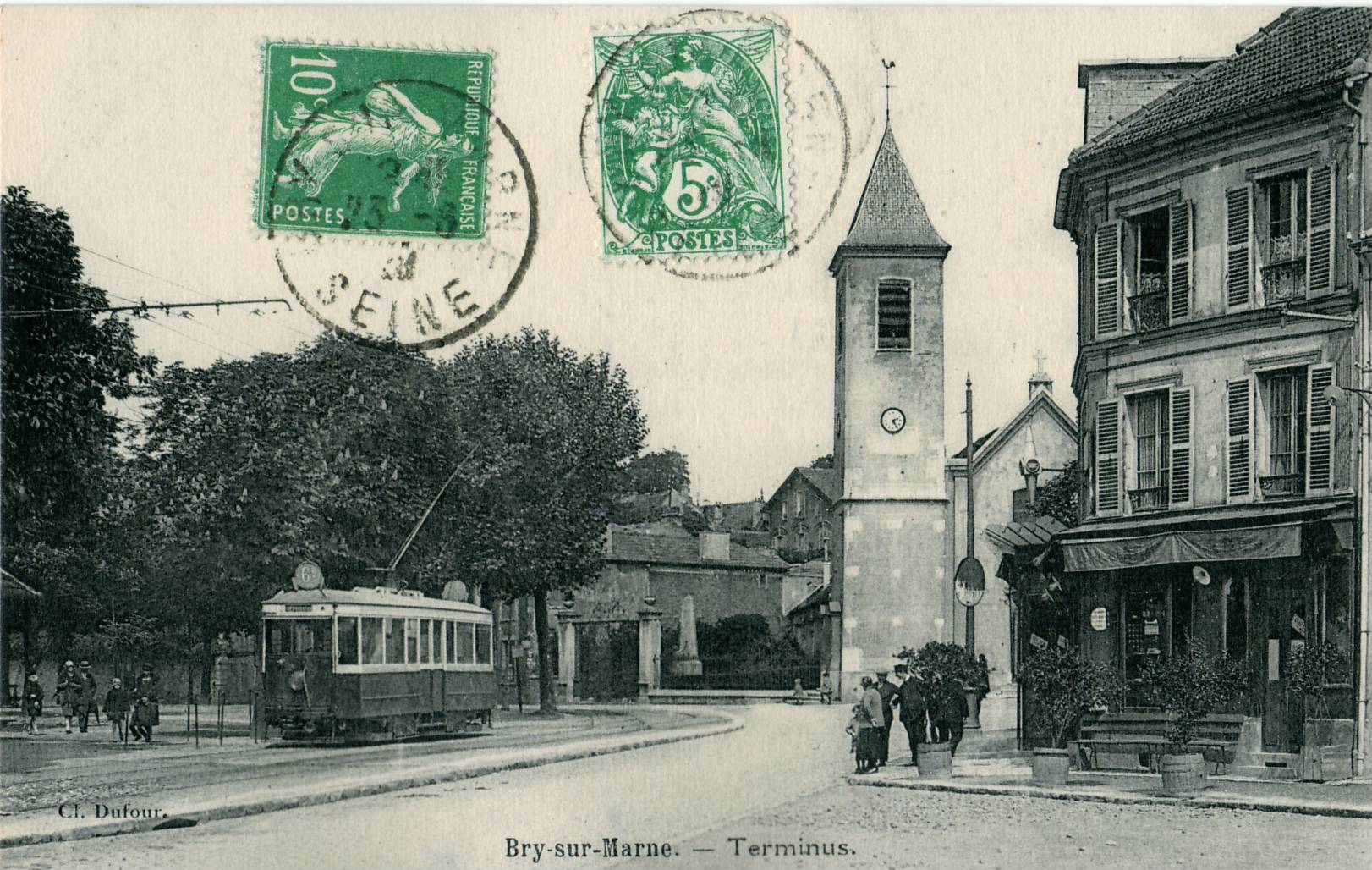
Le terminus des tramways près de l'église. Carte postale des années 1900.

Elle fut édifiée au XIIe siècle, reconstruite en 1610 comme l’atteste l’inscription conservée dans la nef, puis restaurée au XIXe siècle.

## Mobilier
Elle a la particularité de posséder le dernier diorama subsistant de Daguerre. Ce trompe-l’œil, peint sur place en 1842, est une huile sur toile qui visait à donner l'illusion que l'église se prolonge en cathédrale gothique. Il est classé Monument historique depuis 1913.
Les vitraux sont en partie de style néogothique, en partie contemporains.
Étienne de Silhouette y est enterré.